# Tony O'Hora
Tony O'Hora (né le 8 septembre 1967 à Clapham, Londres) est un chanteur, guitariste, bassiste et claviériste britannique de hard rock, mieux connu pour son appartenance au groupe de metal mélodique Praying Mantis,.

## Biographie

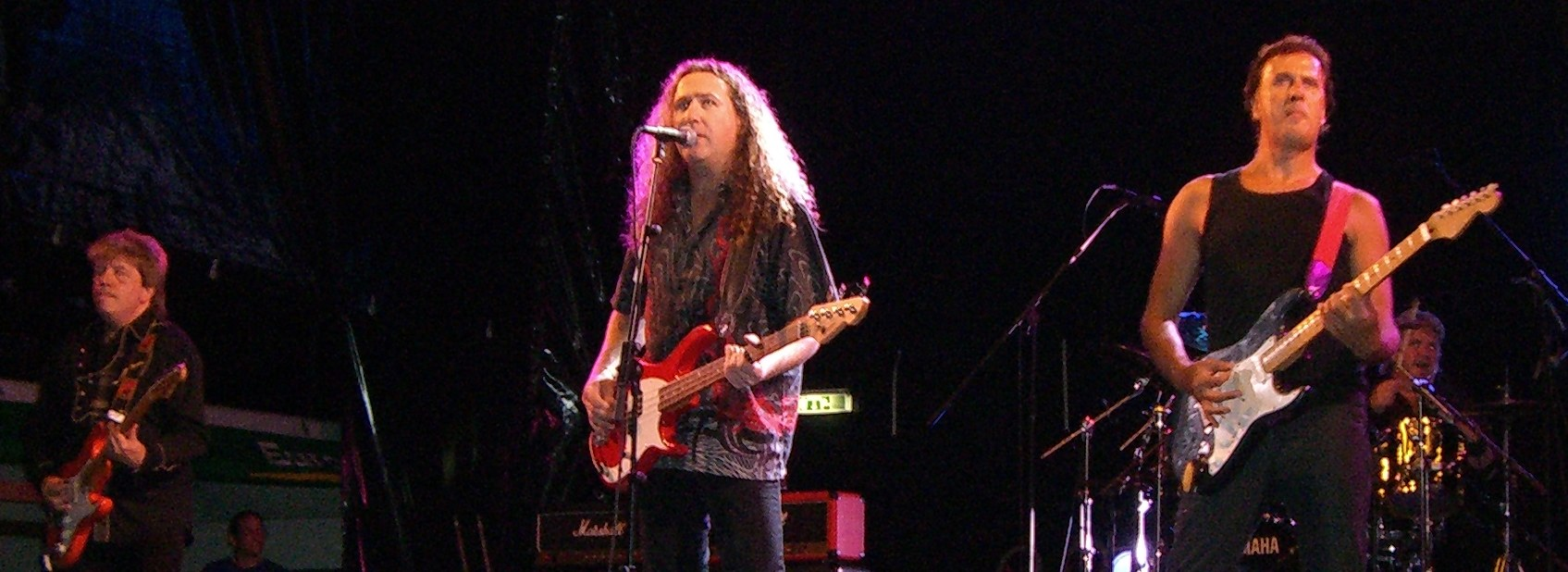
Tony O’Hora en 2006.

Né à Londres, O'Hora passe quelques années dans sa ville natale, mais aussi dans la capitale irlandaise Dublin et dans la province canadienne de l'Ontario. De 1988 à 1989, il chante d'abord dans un groupe de Liverpool dont le nom apparaît dans les annales sous différentes orthographes, ce qui s'explique par le fait que le terme argotique Larrikin a une orthographe alternative Larrakin et qu'il n'existe aucun album qui puisse attester de l'une des deux orthographes. En 1989, il rejoint le groupe de hard rock local Torino, avec lequel il avait déjà deux albums à son actif, pour une tournée bien remplie au Royaume-Uni et l'élaboration de nouvelles chansons. Cependant, avec l'arrivée de la vague grunge, l'intérêt pour le groupe diminue et sa survie n'est plus assurée. Après la dissolution du groupe en 1990, il rejoint le groupe de thrash metal Onslaught, dont le style vocal était désormais moins brut. Au cours de la planification de la sortie de l'album When Reason Sleeps, deux labels se désistent, ce qui conduit à la dissolution du groupe en 1991. 
O'Hora devait à nouveau collaborer plus tard avec le guitariste Rob Trotman, qui y a travaillé de 1987 jusqu'à la dissolution. Après Onslaught, Highwire est l'étape suivante, où il fait la connaissance d'un autre futur co-musicien, le guitariste Jamie O'Kane, un groupe qui, en plus du hard rock, s'intéressait également au sleaze rock. Il y joue entre 1992 et 1995. Enfin, dans la deuxième moitié des années 1990, une offre est venue du groupe Praying Mantis, tourmenté par de fréquents changements de chanteurs, mais doté d'un suivi fidèle de fans. Les données concernant la durée exacte de son séjour varient, on parle parfois de 1996 à 2001, parfois de 1998 à 2002. Durant cette période, il effectue plusieurs tournées avec le groupe londonien, qui tendait entre-temps vers l'AOR, et enregistre avec lui les deux albums Forever in Time (1998) et Nowhere to Hide (2000).
Il trouve également le temps de lancer son propre projet. Pour ce faire, il fait notamment appel au batteur Brian Dixon, un ancien collègue de Torino, au guitariste Rob Trotman de la dernière formation d'Onslaught et à Jamie O'Kane, le guitariste de Highwire.  Le guitariste de Praying Mantis, Tino Troy, fait une apparition en tant qu'invité. O'Hora chantait et jouait de la basse. Le nom du groupe est formé à partir des deux noms de famille préfixés présents dans le line-up : Horakane. L'album Eternal Infinity sort le 17 mars 1999 sous le label japonais Pony Canyon International et sous le label italien Frontiers Records.
En 2003, O'Hora rejoint le groupe Sweet d'Andy Scott dans la double fonction de chanteur et de bassiste, qui a fait de longues tournées. Au sein de The Sweet, il retrouve le batteur Bruce Bisland, qui a longtemps travaillé en parallèle pour Praying Mantis et Sweet et qui avait fait parler d'O'Hora auprès de Scott. En septembre 2004, il rejoint le groupe de NWoBHM Statetrooper en tant que bassiste. En 2005, il accepte un poste de professeur au conservatoire de Birmingham. À partir de là, il lui est difficile de concilier les activités du groupe, son métier d'enseignant et sa vie privée, c'est pourquoi il renonce à son appartenance à Sweet en 2006. Peu de temps avant, en janvier 2006, il sort son premier album studio solo, intitulé Escape into the Sun, avec l'aide de Magnus Karlsson (Primal Fear), qui ajoutera tous les instruments au chant d'O'Hora, ce qui pourrait aussi bien être l'inverse, étant donné les contributions supplémentaires de Karlsson en tant que compositeur et producteur,,. Depuis 2011, il joue à nouveau pour The Sweet, cette fois-ci dans une triple fonction de chanteur, guitariste et claviériste.
O'Hora apparait sur différentes productions en tant que chanteur invité ou choriste. Par exemple, sur les deux premiers albums de power metal du groupe Balance of Power (1997 et 1998) de Brighton, ou encore comme interprète principal sur l'album hommage au  groupe américain d'AOR Boston, intitulé simplement Tribute to Boston (2002).
Tony O'Hora gère son propre site web commercial consacré au chant, qui propose entre autres des leçons de chant par Skype et des produits de soin/prévention pour le nez et la gorge.

## Style musical
Le style musical d'Horakane se situe dans le domaine du hard rock et du metal mélodique et est une copie de Praying-Mantis, écrit le webzine powermetal.de. Son album solo est du hard rock mélodique, cette fois-ci plus influencé par le côté de Karlsson, qui a travaillé avec le projet Allen/Lande, ce qui fait que le CD sonne comme la suite de The Battle. Le critique du magazine canadien en ligne metal-rules.com trouve Escape into the Sun d'O'Hora plus intense que The Battle d'Allen/Lande. Il qualifie le style de metal mélodique avec une bonne dose de hard rock mélodique.
Le magazine rock Eclipsed utilise le terme de hard rock pour qualifier son style musical. Le dictionnaire Internet MusicMight le considère rock mélodique, à l'instar du magazine Metal Hammer qui parle de metal mélodique. Le site australien melodicrock.com utilise les termes hard rock et metal mélodique, tandis que le site hongrois zajlik.hu le considère hard rock et heavy metal.

## Discographie

### Album studio
- 2006 : Escape into the Sun (Frontiers Records)

### Albums collaboratifs
- 1998 : Forever in Time (avec Praying Mantis ; Pony Canyon International)
- 1999 : Eternal Infinity (avec Horakane ; Pony Canyon International/Frontiers Records)
- 2000 : Nowhere to Hide (avec Praying Mantis ; Frontiers Records)